# Galeria Ferus
A Galeria Ferus foi uma galeria de arte norte-americana de arte contemporânea que esteve aberta entre 1957-1966, e estava situada em Los Angeles, Califórnia.
A galeria foi fundada em 1957 pelo curador Walter Hopps, o artista Edward Kienholz, e o poeta Bob Alexander por trás de uma antiga loja de La Cienega Boulevard. Em 1958, Kienholz saiu para se dedicar à arte, sendo substituído por Irving Blum. Por esta altura, Sayde Moss, uma viúva rica, tornou-se sócia e, com o seu apoio, a galeria passou para o outro lado da rua onde se encontrava, 723 N. La Cienega Boulevard.

## Principais exibições
Em 1962, foi exibida a pintura Latas de Sopa Campbell , juntamente com outras. Representou a primeira exibição de pop art a solo de Andy Warhol. Cinco das pinturas foram vendidas por 100 USD cada, mas Blum comprou-as de volta para manter o conjunto intacto.